# Xã Stock, Quận Noble, Ohio
Xã Stock (tiếng Anh: Stock Township) là một xã thuộc quận Noble, tiểu bang Ohio, Hoa Kỳ. Năm 2010, dân số của xã này là 325 người.